# Estación de Roca-Cúper
Roca-Cúper es un apeadero ferroviario situado en la pedanía de Roca en el municipio español de Meliana al norte de la ciudad de Valencia. Forma parte de la línea C-6 de la red de Cercanías Valencia.

## Situación ferroviaria
La estación se encuentra en el punto kilométrico 11,9 de la línea férrea de ancho ibérico que une Valencia con San Vicente de Calders a 4,40 metros de altitud.

## La estación
La estación es un simple apeadero compuesto por dos andenes laterales y dos vías. Pequeñas marquesinas, en cada uno de los andenes sirven a los viajeros para resguardarse.

## Servicios ferroviarios

### Cercanías
Los trenes de la línea C-6 de cercanías Valencia realizan parada en la estación, con una frecuencia de paso de 60 minutos.
| procedencia/destino | < estación       | Línea | estación > | destino/procedencia   |
| ------------------- | ---------------- | ----- | ---------- | --------------------- |
| Valencia-Norte      | Valencia-Cabañal |       | Albuixech  | Castellón de la Plana |